# Živilė Balčiūnaitė
Živilė Balčiūnaitė (Vilnius, 3 aprile 1979) è una maratoneta lituana.
Aveva vinto il titolo europeo di specialità nel 2010 agli europei di Barcellona. La vittoria è stata però annullata nel mese di aprile del 2011 per doping. L'atleta, infatti, era stata sospesa dalla propria federazione nazionale il 3 dicembre 2010, in seguito ad un test antidoping in cui è stato riscontrato un anomalo rapporto tra testosterone ed epitestosterone, in attesa delle controanalisi. L'atleta imputava questi risultati all'utilizzo di un farmaco contro i dolori mestruali regolarmente denunciato. La federazione lituana ha però escluso questa eventualità e confermato la squalifica per due anni a partire dal 6 settembre 2010, con la conseguente restituzione della medaglia.

## Palmarès
| Anno | Manifestazione    | Sede       | Evento        | Risultato | Prestazione | Note                                     |
| ---- | ----------------- | ---------- | ------------- | --------- | ----------- | ---------------------------------------- |
| 1998 | Mondiali juniores | Annecy     | 3000 m piani  | 10ª       | 9'34"01     |                                          |
| 1999 | Europei under 23  | Göteborg   | 10000 m piani | 5ª        | 33'47"13    |                                          |
| 2001 | Europei under 23  | Amsterdam  | 10000 m piani | 5ª        | 34'04"34    |                                          |
| 2004 | Giochi olimpici   | Atene      | Maratona      | 14ª       | 2h35'01"    |                                          |
| 2006 | Europei           | Göteborg   | Maratona      | 4ª        | 2h31'01"    |                                          |
| 2007 | Mondiali          | Osaka      | Maratona      | 33ª       | 2h43'28"    |                                          |
| 2008 | Giochi olimpici   | Pechino    | Maratona      | 11ª       | 2h29'33"    |                                          |
| 2009 | Mondiali          | Berlino    | Maratona      | 18ª       | 2h31'06"    | Miglior prestazione personale stagionale |
| 2010 | Europei           | Barcellona | Maratona      | dq        | 2h25'27"    |                                          |
| 2013 | Mondiali          | Mosca      | Maratona      | 20ª       | 2h41'09"    | Miglior prestazione personale stagionale |
| 2014 | Europei           | Zurigo     | Maratona      | 27ª       | 2h39'53"    |                                          |